# Mallota yakushimana
Mallota yakushimana är en tvåvingeart som beskrevs av Kassebeer 1996. Mallota yakushimana ingår i släktet hålblomflugor, och familjen blomflugor. Inga underarter finns listade i Catalogue of Life.